# Laßnitz bei Murau
Laßnitz bei Murau ist eine ehemalige selbständige Gemeinde im Bezirk Murau in der Steiermark. Kurz vor der Auflösung hatte sie 1049 Einwohner (Stand 1. Jänner 2013). Am 1. Jänner 2015 wurde sie im Rahmen der Steiermärkischen Gemeindestrukturreform mit den vordem ebenfalls selbständigen Gemeinden Stolzalpe und Triebendorf bei der Gemeinde Murau eingemeindet.

## Geografie
Die aufgelassene Gemeinde Laßnitz bei Murau liegt zwischen Murau und St. Lambrecht auf einer Seehöhe von 800 m bis 2000 m im Bezirk Murau im österreichischen Bundesland Steiermark. Sie grenzt im Süden an die Marktgemeinde Metnitz in Kärnten, weiters im Westen an Sankt Georgen ob Murau, im Norden an Murau und Stolzalpe, nordöstlich schließt sich Triebendorf an und im Osten sind Sankt Blasen und Sankt Lambrecht die Nachbargemeinden.
Drei Katastralgemeinden waren in der Gemeinde vereint: Laßnitz-Lambrecht (umfasst das Dorf Steirisch Laßnitz und die Streusiedlungen Priewald, Tal und Grabenberg sowie Teile von Probst), Laßnitz-Murau mit Schlatting, Wimml und Auen und die KG Sankt Egidi (Ort Sankt Egidi und Probst).
Der Lassnitzbach bildet mit seinen beiden Quellflüssen, dem Priewaldbach und dem Auenbach, die südliche Grenze gegen die Gemeinde Metnitz in Kärnten.

## Geschichte
Das früheste Schriftzeugnis ist von 1181 und lautet „Lazinich“. Der Name geht auf slawisch laz (Rodung, Lichtung) zurück.
Ein Teil des Gemeindegebietes gehörte bis ins 16. Jahrhundert zum „Gericht in der Probst und in der Laßnitz“, das zum Herrschaftsbereich der steirischen Liechtensteiner gehörte. Güter dieser Familie sind im Gebiet seit 1181 nachweisbar: damals tauschte Dietmar III. sieben Huben am Laßnitzbach samt dazugehörigem Wald gegen andere Besitzungen im Aichfeld bei Judenburg.
Die Aufhebung der Grundherrschaften erfolgte 1848. Die Ortsgemeinde als autonome Körperschaft entstand 1849/50.
Nach der Annexion Österreichs 1938 kam die Gemeinde zum Reichsgau Steiermark, 1945 bis 1955 war sie Teil der britischen Besatzungszone in Österreich.
Die Gemeinde, die ursprünglich einfach Laßnitz hieß, wurde 1951 in Laßnitz bei Murau umbenannt.

## Politik
Bürgermeister war bis 31. Dezember 2014 Franz Gassner (ÖVP), der sein Amt 1980 antrat. Der mit 31. Dezember 2014 ebenfalls aufgelöste Gemeinderat setzte sich nach den Wahlen von 2010 aus 12 Mandataren der ÖVP und 3 Mandataren der SPÖ zusammen.

## Wappen
Blasonierung:
„Ein schwarzer Schild zur Gänze mit einem über Eck gestellten quadratischen goldenen Maßwerkgitter derart überzogen, dass sechs (2:1:2:1) ganze aufrecht eingeschriebene Kreuzblüten erscheinen.“
Die Verleihung des Gemeindewappens erfolgte mit Wirkung vom 1. März 1989.

## Kultur und Sehenswürdigkeiten
- Egidikirche in Sankt Egidi

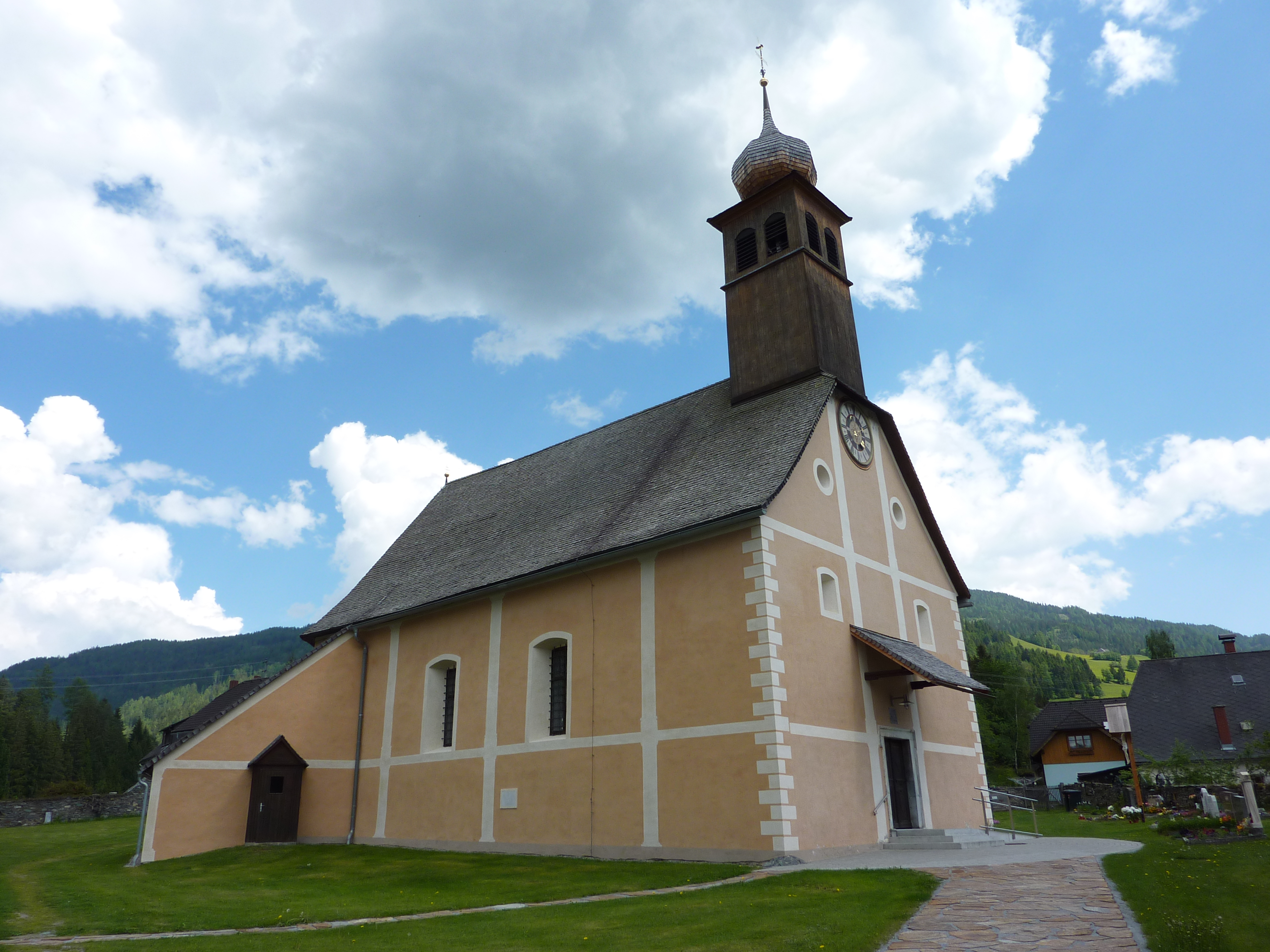
Pfarrkirche Laßnitz bei Murau

- Katholische Pfarrkirche Steirisch Laßnitz hl. Nikolaus
- Pfarrkirche „St. Jakobus der Ältere“ im benachbarten Kärntnerisch Laßnitz

Regelmäßige Veranstaltungen
- Neujahrskonzert des Musikverein Laßnitz
- Laßnitzer Volksschauspiele (in mehrjährigen Abständen)